# Anna Motejlová
Anna Motejlová (24. června 1925 – ???) byla česká a československá politička a poúnorová bezpartijní poslankyně Národního shromáždění ČSR.

## Biografie
Ve volbách roku 1954 byla zvolena do Národního shromáždění ve volebním obvodu Ledeč nad Sázavou-Pacov jako bezpartijní poslankyně. V parlamentu setrvala až do konce funkčního období, tedy do voleb roku 1960. K roku 1954 se profesně uvádí jako členka JZD v obci Smrdov.